# パフォーマン
『パフォーマン』は、1985年にデータイーストから発売（開発は東亜プラン）された固定画面アクションゲーム。

## 概要
見下ろし型のフィールドに障害が配置された固定画面。4方向レバー＋2ボタンでプレイする。プレイヤーキャラは地中に潜ったり(1ボタン)、ウルトラセブンのアイスラッガーのようなブーメランを飛ばしたり(2ボタン)し、また、画面に配置されたメカストーンを爆発させる事により敵を倒す。また、さまよっているゴーストを捕まえると5秒の無敵時間となり、敵に触れるだけで倒せる。
地上に配置されたメカストーンを、ブーメランを当てるか、ブーメランがない状態でメカストーンにぶつかり2ボタンを押してぶつけるか、下を掘って落とすと爆発させられる。爆風で一度に沢山の敵を倒すと高得点になる。自機が爆風に巻き込まれると暫く動けなくなる。
メカストーンを爆破するとプレゼントボックスが出現し、最後のプレゼントボックスを取ると中央付近にPアイテムが出現。これを取るとカラーボールタイムになり、敵基地から出て来た4色のボールを集めると1upする。ただし、無敵時間にはカラーボールタイムにならない。上から降ってきた残機表示の顔にブーメランをぶつけても500点が入る。
敵を全滅させると面クリアとなる。
2面クリア毎に、パックマンのコーヒーブレイクのようなデモが入る。
家庭用への移植は現時点まで存在しない。なお、2017年5月に東亜プラン作品の知的財産管理を取得した「株式会社TATSUJIN」（本作のメインスタッフである弓削雅稔が代表取締役） が発足したが、本作は「取り扱い可能タイトル」から除外されている。